# Моздокский отдел
Моздо́кский отдел (уезд) — административно-территориальная единица Терской области Российской империи, существовавшая в 1899—1924 годах. Административный центр — город Моздок.

## История
Моздокский отдел был образован в 1899 году в составе Терской области.
20 января 1921 года вошёл в состав Терской губернии как Моздокский уезд.
В 1923 году Моздокский уезд разделен на пять волостей: Прохладненскую, Курскую, Луковскую, Галюгаевскую и Калиновскую.
13 февраля 1924 года Моздокский уезд был ликвидирован, его территория вошла в состав Терского округа Юго-Восточной области.

## Население
Население отдела составляло 81 405 жителей (1905), из них в Моздоке — 14 738 жителей.

## Административное деление
В 1913 году в состав отдела входило 15 станиц и 3 сельских правления:
- Станицы:

| - Галюгаевская, - Государственная, - Екатериноградская, - Ищёрская, - Курская, - Луковская, - Мекенская, - Наурская, | - Новоосетинская, - Павлодольская, - Приближная, - Прохладная, - Солдатская, - Стодеревская, - Черноярская, |

- Сельские правления:

| - Кановское — кол. Каново, - Ростовановское — д. Ростовановка, - Эдиссийское — м. Эдиссия. |